# Trolejbusy w Warnie
Trolejbusy w Warnie − system komunikacji trolejbusowej w bułgarskim mieście Warna. Trolejbusy w Warnie uruchomiono 1 stycznia 1986 roku.

## Linie
W Warnie istnieją 4 linie trolejbusowe.

## Tabor
W 2018 roku w eksploatacji znajduje się 30 trolejbusów Škoda 26Tr Solaris. Zostały one zamówione w 2013 roku i dostarczone w 2014 w ramach projektu zakupu 100 trolejbusów w miastach Burgas, Warna, Plewen i Stara Zagora.